# Рокавеј Бич (Орегон)
Рокавеј Бич (енгл. Rockaway Beach) град је у америчкој савезној држави Орегон.

## Демографија
По попису из 2010. године број становника је 1.312, што је 45 (3,6%) становника више него 2000. године.
| Група             | 2000.         | 2010.         |
| Белци             | 1.201 (94,8%) | 1.222 (93,1%) |
| Афроамериканци    | 1 (0,1%)      | 5 (0,4%)      |
| Азијати           | 8 (0,6%)      | 9 (0,7%)      |
| Хиспаноамериканци | 25 (2,0%)     | 38 (2,9%)     |
| Укупно            | 1.267         | 1.312         |